# Josiah Wood Whymper

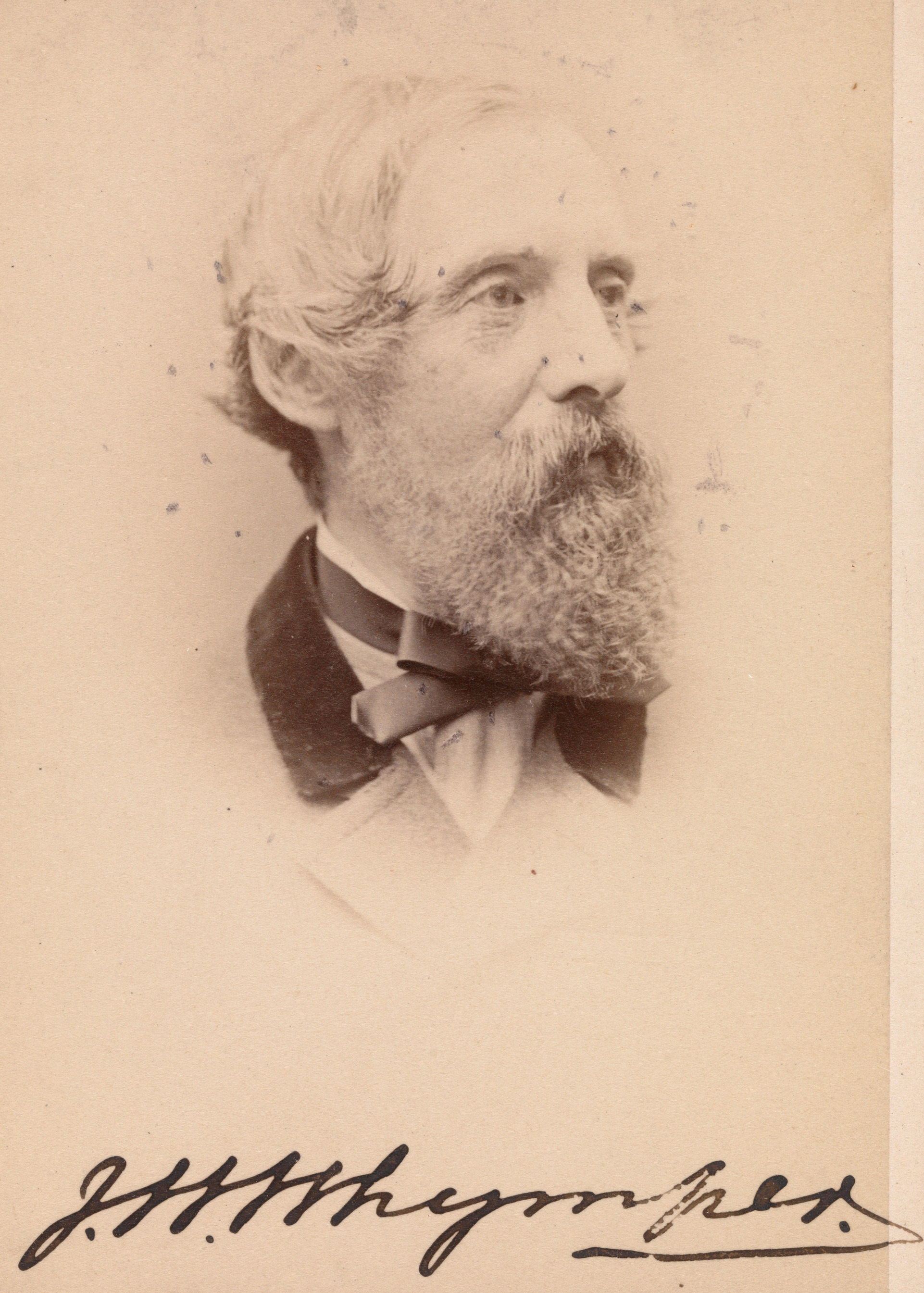
John und Charles Watkins: Josiah Wood Whymper in den 1860er Jahren

Josiah Wood Whymper (* 24. April 1813 in Ipswich; † 7. April 1903 in Haslemere) war ein britischer Holzstecher, Illustrator und Aquarellmaler.

## Leben
Die Familie Whymper war seit dem 17. Jahrhundert in Suffolk ansässig. Josiah, der zweite Sohn des Brauers Nathaniel Whymper und dessen Ehefrau Elizabeth Whymper, geborene Orris, besuchte zunächst Ipswicher Privatschulen und wollte Bildhauer werden. So ging er bei einem Steinmetz in die Lehre, brach aber die Ausbildung nach einem Arbeitsunfall ab und begab sich 1829 nach dem Tod der Mutter in London auf die Suche nach einem passenden Bildhaueratelier. Auf Anraten des Bildhauers John Charles Felix Rossi (1762–1839) wechselte Josiah den Beruf und studierte bei William Collingwood Smith (1815–1887) Zeichnen und Malerei. Eine Radierung mit der London Bridge als Motiv machte Josiah Wood Whymper 1831 in London bekannt. Zunächst für das Penny Magazine illustrierend, erledigte er fortan als Holzstecher Aufträge für die Buchverlage A & C Black, John Murray und Cassell. Als Zeichenlehrer unterrichtete er Schüler wie  Charles Keene, John William North (1842–1924), George John Pinwell (1842–1875) und Frederick Walker (1840–1875).
Die letzte Ruhe fand Josiah Wood Whymper auf dem Friedhof Haslemere. Bereits 1859 hatte er sich in Haslemere ein Landhaus gekauft, war jedoch bis 1884 zumeist in London geblieben.

### Familie
1837 heiratete er Elizabeth Whitworth Claridge (1819–1859). Das Paar bekam neun Söhne und zwei Töchter. Im Dezember 1866 heiratete er die 19 Jahre jüngere Pflanzenmalerin Emily Hepburn (1833–1886), die 1877 Aquarelle an der Royal Academy und 1883 am Royal Institute ausstellte. 
Bekannte Söhne
- Frederick Whymper (1838–1901), Künstler und Forschungsreisender
- Edward Whymper (1840–1911), Alpinist, Illustrator und Holzstecher
- Charles Whymper (1853–1941), Illustrator und Holzstecher

## Werke (Auswahl)

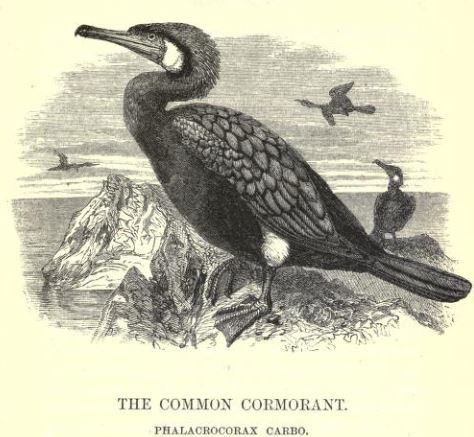
Josiah Wood Whymper (1862): Kormoran (Stich nach einer Zeichnung von Joseph Wolf)

Illustrator beziehungsweise Mitillustrator
- Holzstiche zu den Themen Fauna, Landschaften und Weltwunder für die Londoner Society for Promoting Christian Knowledge. Letztere befasste sich auch mit der Ausbildung von Lehrern.
- 1855 Joseph Dalton Hooker: Himalayan journals[1].
- 1862 Stiche nach Zeichnungen von Joseph Wolf in Charles Alexander Johns (1811–1874): Britische Vögel in ihren Revieren[2].
- 1863 Beiträge zu Band 1 von Henry Walter Bates: The Naturalist on the River Amazons[3].
- 1865 Beiträge zu Charles und David Livingstone: Beiträge zu Neue Missionsreisen in Süd-Afrika unternommen im Auftrage der englischen Regierung. Forschungen am Zambesi und seinen Nebenflüssen nebst Entdeckung der Seen Shirwa und Nyassa in den Jahren 1858 bis 1864. Aus dem Englischen von J. E. A. Martin.  Verlag Hermann Costenoble,  Jena 1866 (Original: Narrative of an expedition to the Zambesi[4]).
- 1874 Zusammen mit seinen drei oben genannten Söhnen Beiträge zu Joseph Wolf und Daniel Giraud Elliot: The life and habits of wild animals[5].

Einige von Whympers Werken finden sich im Victoria and Albert Museum London.

## Mitgliedschaften
- 1854 New Society of Painters in Water Colours[6]
- Royal Society of British Artists
- Royal Academy
- Royal Institute of Oil Painters